# Jevgeni Roechin

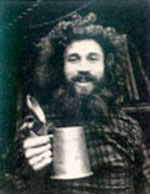
Jevgeni Roechin

Jevgeni Lvovitsj Roechin (Russisch: Евгений Львович Рухин) (Saratov 2 juli 1943 -  Leningrad 24 mei 1976) was een van de meest succesvolle en bekendste Russische avant-gardistische schilders onder het Sovjet-regime.
Roechin was van huis uit geoloog, maar voelde al vroeg meer voor een carrière als kunstenaar. Hij ontwikkelde zich tot een van de aanvoerders van de ondergrondse kunstbeweging in de Sovjet-Unie. Zijn werk heeft gelijkenissen met dat van de vroege Robert Rauschenberg en is vaak voorzien van gevonden voorwerpen. Ondanks zijn geenszins onopvallende verschijning, een baard tot zijn borst en een lengte van 2 meter, en het gebrek aan moeite dat hij deed om de KGB om de tuin te leiden heeft hij lange tijd weinig last gehad van de geheim agenten van de Sovjet regering. Dit was waarschijnlijk te danken aan zijn vrouw, de officiële Sovjet kunstenares Galina Popova. Roechin stierf echter in 1976 onder verdachte omstandigheden bij een brand in zijn studio.
Tijdens zijn leven verkocht Roechin werk aan verzamelaars uit de VS, Zuid-Amerika en de Sovjet-Unie. De belangrijkste was de Amerikaanse verzamelaar Norton Dodge die een verzameling van ongeveer 9000 onofficiële Sovjet kunstwerken bezit. Ook in eigen land waren er verzamelaars moedig genoeg om het werk van Roechin te kopen, een van hen was George Costakis, die op zijn Griekse achtergrond terug kon vallen.
Op dit moment bevindt een groot deel van het werk van Roechin zich in Zuid en Noord-Amerika. Onder andere het Zimmerli museum in New Jersey heeft permanent werken uit de Norton en Nancy Dodge collectie geëxposeerd.
- Gemeinsame Normdatei: 132047489
- International Standard Name Identifier: 0000 0000 6688 7215
- Library of Congress Control Number: n86149013
- RKD-Nederlands Instituut voor Kunstgeschiedenis: 336112
- SNAC: w6v128j5
- Union List of Artist Names: 500041060
- Virtual International Authority File: 70079826
- WorldCat: E39PBJrC9BfHKbDGvtctrDq4v3